# Interfemorale seks

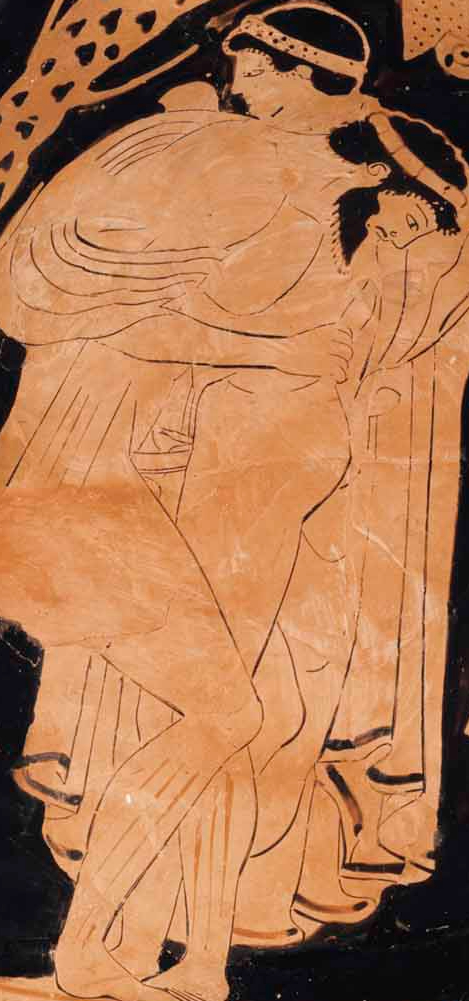
Interfemorale seks

Onder interfemorale seks of coitus interfemoralis worden seksuele handelingen verstaan waarbij de ruimte tussen de dijen (femur is Latijn voor "dijbeen") wordt gebruikt om de penis te omknellen, en aldus een orgasme te stimuleren. Daarbij kan een glijmiddel worden gebruikt.

## Seksuele oriëntatie
Deze vorm van seks kan toegepast worden door homoseksuele mannen, maar ook in het heteroseksuele geslachtsverkeer.
Er zijn vele verhalen in omloop over interfemorale seks op universiteiten. Zo wordt deze seksuele techniek in het Engels wel "Princeton-First-Year" of "Oxford-style" genoemd: oudere studenten zouden eerstejaars helpen zich aan te passen aan het universiteitsleven in ruil voor seksuele bevrediging op deze niet-penetrerende manier. Ook zouden bekende homoseksuelen de variant hebben beoefend, en Oscar Wilde zou op deze manier in de homoseksualiteit zijn ingewijd. Mede door de taboesfeer waarin homoseksualiteit lang heeft verkeerd, zijn deze geruchten, hoewel hardnekkig, moeilijk te verifiëren.

## Culturele toepassing
Op vazen uit het oude Griekenland, die vaak seksuele taferelen laten zien, wordt interfemorale seks veelvuldig afgebeeld. De mannelijke rol van de "ontvangende" partner was daarbij minder in het geding dan bij anaal geslachtsverkeer.
In Japan werd in plaats van seksuele penetratie, sumata, de interfemorale omgang, gekozen. Hierbij stimuleert de vrouw de penis van de man met niet alleen de dijen maar ook met de buitenste schaamlippen. De reden was het omzeilen van het Japanse prostitutieverbod dat seksuele penetratie tegen betaling verbood.

## West-Europese geschiedenis
Het rooms-katholiek canoniek recht veroordeelde de variant als "zinnelijke zonde", en bij de biecht werd in de middeleeuwen gevraagd of de biechteling deze daad had begaan. In de Nederlandse rechtspraktijk van de 18e eeuw waren de straffen streng: dit "voorportaal tot de werkelijke sodomie" kon met een gevangenisstraf van 30 tot 40 jaar worden bestraft.

## Risico's
Interfemorale seks heeft een lager risico op zwangerschap en geslachtsziekten, omdat de penetratie achterwege blijft. Toch is dit risico niet geheel afwezig doordat de geslachtsdelen toch met elkaar in contact kunnen komen en het toch mogelijk is dat er sperma in de vagina loopt.